# I AM GILLE.
『I AM GILLE.』（アイアムジル）は、GILLEの1枚目のカバー・アルバム。2012年7月18日にユニバーサルJよりリリースされた。

## 概要
メジャー・デビュー・アルバム。
これまで配信されてきたカバー曲と、新たなカバー曲が全曲英語歌唱で収録されている。

## 仕様
「通常盤」「期間限定スペシャルプライス」の2形態で発売。どちらも内容に変わりはない。
同年9月26日にミュージック・ビデオ,ドキュメンタリー映像が収録されたDVD付属のSpecial Editionが発売。

## チャート成績
2012年7月30日付のオリコンチャート週間アルバムランキングでは週間7位にランクインした。2022年8月現在最も売れたアルバム。

## 収録曲

### CD
1. フライングゲット (original:AKB48)
フライングゲット_(曲)#GILLEによるカバーも参照。
編曲：INTERCEPTBEATS
2. 恋文〜ラブレター〜 (original:GReeeeN)
編曲：RED-T
3. 春夏秋冬 (original:Hilcrhyme)
編曲：Kabutsu
4. はつ恋 (original:福山雅治)
編曲：Nao Tsuzuki
5. やさしくなりたい (original:斉藤和義)
編曲：RED-T
6. Grenade（英語版） (original:ブルーノ・マーズ)
編曲：Kabutsu
7. Butterfly (original:木村カエラ)
編曲：SiZK
8. Rolling in the Deep（英語版） (original:アデル)
編曲：Hoshgwen
9. ひまわり (original:遊助)
編曲：RED-T
10. また君に恋してる (original:ビリー・バンバン)
編曲：野田雪文
11. タイム・トラベル (original:原田真二)
編曲：INTERCEPTBEATS
12. PARTY ROCK ANTHEM（英語版）feat.スティーブ・ジェイ（英語版） (original:LMFAO)
編曲：Hoshgwen
13. ポニーテールとシュシュ (BONUS TRACK) (original:AKB48)
編曲：INTERCEPTBEATS

### Special Edition収録DVD
1. フライングゲット (ミュージック・ビデオ)
監督：山本圭一[6]
2. 春夏秋冬 (ミュージック・ビデオ)
3. やさしくなりたい (ミュージック・ビデオ)
監督：山本圭一[7]
4. 恋文～ラブレター～ (ミュージック・ビデオ)
監督：山本圭一[8]
5. 2012.7.6 シルエット・ライブ・ドキュメンタリー